# Horsfieldia brachiata
Horsfieldia brachiata är en tvåhjärtbladig växtart som först beskrevs av George King, och fick sitt nu gällande namn av Otto Warburg. Horsfieldia brachiata ingår i släktet Horsfieldia och familjen Myristicaceae. Inga underarter finns listade i Catalogue of Life.